# Гончарное (село, Севастополь)
Гонча́рное (до 1945 года Варну́тка; укр. Гончарне, крымскотат. Varnautka, Варнаутка) — село в Крыму, в Балаклавском районе города федерального значения Севастополя, входит в состав Орлиновского муниципального округа (согласно административно-территориальному делению Украины — Орлиновского сельсовета Севастопольского горсовета).

## География
Гончарное расположено по левому берегу Сухой речки (левый приток реки Чёрной), на притоке Сухой малой речке Варнутка, в 27 километрах (по шоссе) от Севастополя, у южной стороны автодороги 67К-1 Севастополь — Ялта (по украинской классификации — Н-19), высота центра села над уровнем моря 262 м. В одном километре на запад от села находится село Резервное.

## Население
| 2001 | 2011 | 2014 |
| ---- | ---- | ---- |
| 644  | ↗799 | ↘591 |

### Динамика численности
| - 1805 год — 124 чел. - 1864 год — 80 чел. - 1886 год — 134 чел. - 1889 год — 274 чел. - 1892 год — 140 чел. - 1902 год — 147 чел. - 1915 год — 357/160 чел. - 1926 год — 426 чел. - 1939 год — 409 чел. - 1944 год — 255 чел. | - 1953 год — 223 чел. - 1954 год — 367 чел. - 1989 год — 716 чел. - 1998 год — 799 чел. - 2001 год — 644 чел. - 2009 год — 610 чел. - 2011 год — 799 чел. - 2012 год — 613 чел. - 2014 год — 591 чел. |

Численность населения по данным переписи населения по состоянию на 14 октября 2014 года составила 591 человек, по данным сельсовета на 2012 год — 613 человек.

## Современное состояние
Площадь села — 86,6 гектара, в селе действует Начальная школа-детский сад № 4, клуб-филиал «Орлиновского центра культуры и досуга». В Гончарном находится братская могила советских воинов и немецкое кладбище годов Отечественной войны.

## Название
Историческое название села — Варнутка, существуют две версии его происхождения. Василий Кондараки приводил местную легенду, согласно которой в XVIII веке некий грек-кладоискатель, житель Варны, нашёл здесь сокровища и в благодарность устроил фонтан Варналы, то есть Варнский, (существующий до сих пор). По более правдоподобной версии Бертье-Делагарда Варнутка — русский вариант тюркского Вэрын, или Вэран-Кой — в переводе «покинутая деревня», что подтвердилось раскопками 1960-х годов. При переименовании, видимо, учли наличие в селе в 1940-х годах гончарного производства.

## История

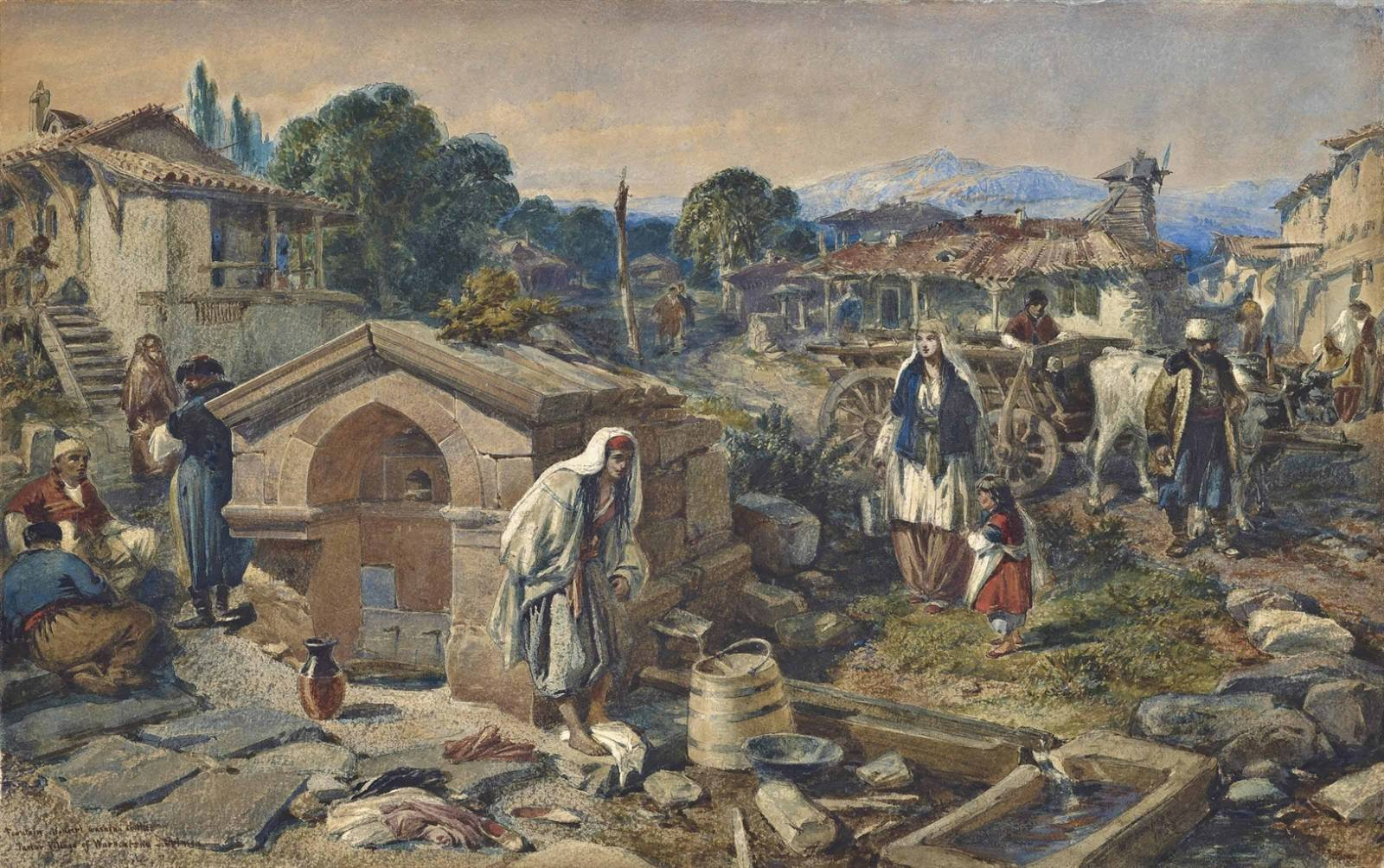
Татарская деревня Варнутка, 1858 г. Худ. Уильям Симпсон

Раскопками 1962—1964 годов, под руководством академика Якобсона, в селе обнаружены следы поселения VIII—IX веков и христианский храм, погибший на рубеже IX—X ввеков, но возродившийся в XIV веке. Населяли его потомки готов и аланов, смешавшихся с местным населением, как видно из результатов археологических исследований — христиане. В эпоху княжества Феодоро поселение входило в его состав, принадлежа местному феодалу — владетелю замка Кокия-Исар либо, до 1345 года, балаклавским феодалам, либо, вероятнее, владельцу замка-исара Кала-Фатлар (он же Кучук-Мускомский исар) (по мнению других историков — могло входить в состав Чембальского консульства генуэзцев). Анатолий Якобсон отмечал в различных пунктах близ села многочисленные строительные остатки XIII—XIV веков. После захвата княжества в 1475 году Османами селение включили в Мангупского кадылыка Кефинского санджака (впоследствии эялета) империи. В материалах переписей Кефинского санджака 1520 и 1542 годов селение не упоминается, на что может быть два объяснения: либо, согласно мнению Бертье-Делагарда, само название Варнутка — искажённое Вэран-Кой — «покинутая деревня» и заселена в более позднее время, уже крымскими татарами, или, как маалле (часть) другого селения в списки не попадало. Подтверждение тому — «Османский реестр земельных владений Южного Крыма 1680-х годов», в котором в 1686 году (1097 год хиджры) учтены Мускомйа Сагир вместе с Махалле Варентика, входящие в Мангупский кадылык эялета Кефе. Всего упомянут 81 землевладелец, все мусульмане, владевших 3015-ю дёнюмами земли. После обретения ханством независимости по Кючук-Кайнарджийскому мирному договору 1774 года «повелительным актом» Шагин-Гирея 1775 года селение было включено в Крымское ханство в состав Бакчи-сарайского каймаканства Мангупскаго кадылыка, что зафиксировано, как Варнитка, в Камеральном Описани Крыма… 1784 года.
После присоединения Крыма к России (8) 19 апреля 1783 года, (8) 19 февраля 1784 года, именным указом Екатерины II сенату, на территории бывшего Крымского Ханства была образована Таврическая область и деревня была приписана к Симферопольскому уезду. Перед Русско-турецкой войной 1787—1791 годов производилось выселение крымских татар из прибрежных селений во внутренние районы полуострова, в ходе которого в Варнутку было переселено 5 человек. В конце войны, 14 августа 1791 года всем было разрешено вернуться на место прежнего жительства. После Павловских реформ, с 1796 по 1802 год, входила в Акмечетский уезд Новороссийской губернии. По новому административному делению, после создания 8 (20) октября 1802 года Таврической губернии, Варнутка была включена в состав Чоргунской волости Симферопольского уезда.
По Ведомости о всех селениях в Симферопольском уезде состоящих с показанием в которой волости сколько числом дворов и душ… от 9 октября 1805 года, в деревне Варнутка числилось 17 дворов и 124 жителя, исключительно крымских татар. На военно-топографической карте генерал-майора Мухина 1817 года деревня Варнутка обозначена с 40 дворами. После реформы волостного деления 1829 года Вахнутку, согласно «Ведомости о казённых волостях Таврической губернии 1829 года», отнесли к Байдарской волости.
Именным указом Николая I от 23 марта(по старому стилю) 1838 года, 15 апреля был образован новый Ялтинский уезд и деревню передали в состав Байдарской волости Ялтинского уезда. На карте 1836 года в деревне 80 дворов, как и на карте 1842 года.
В 1860-х годах, после земской реформы Александра II, деревня осталась в составе преобразованной Байдарской волости. Согласно «Списку населённых мест Таврической губернии по сведениям 1864 года», составленному по результатам VIII ревизии 1864 года, Варнутка — казённая татарская и русская деревня с 12 дворами, 80 жителями, мечетью, бараками военно-рабочей роты и кордоном пограничной стражи при колодцах. На трёхверстовой карте Шуберта 1865—1876 года в деревне Варнутка обозначено 10 дворов. На 1886 год в деревне, согласно справочнику «Волости и важнѣйшія селенія Европейской Россіи», проживало 134 человека в 20 домохозяйствах, действовала мечеть По «Памятной книге Таврической губернии 1889 года», по результатам Х ревизии 1887 года, в деревне Варнутка числился 51 двор и 274 жителя. На верстовой карте 1889—1890 года в деревне Варнутка обозначено 20 дворов с русско-татарским населением.
После земской реформы 1890 года деревня осталась в составе преобразованной Байдарской волости. По «Памятной книге Таврической губернии 1892 года», в деревне Варнутка, входившей в Варнутское сельское общество, числилось 140 жителей в 16 домохозяйствах, владевших на правах личной собственности 187 десятинами земли и 132 десятинами в общем владении. В «Ведомостях о татарских мектебе и медресе, находящихся в Ялтинском уезде», за 1892 год упоминается о мектебе Варнутки. По «…Памятной книжке Таврической губернии на 1902 год» в деревне Варнутка, входившей в Варнутское сельское общество, числилось 147 жителей в 17 домохозяйствах. В 1912 году в деревне велось строительство нового здания мектеба. По Статистическому справочнику Таврической губернии. Ч.II-я. Статистический очерк, выпуск восьмой Ялтинский уезд, 1915 год, в деревне Варнаутка Байдарской волости Ялтинского уезда, числилось 112 дворов (70 дворов с землёй, 42 — безземельные) со смешанным населением в количестве 357 человека приписных жителей и 160 — «посторонних», из которых 285 мужчин и 232 женщины. Жители владели 132 десятинами удобной земли. В хозяйствах имелось 36 лошадей, 43 вола, 101 корова и 909 голов овец, свиней, или коз.
После установления в Крыму Советской власти, по постановлению Крымревкома от 8 января 1921 года, была упразднена волостная система и село вошло в состав Севастопольского уезда. 21 января 1921 года на территории Севастопольского уезда был создан Балаклавский район По одним сведениям, Байдарский район существовал уже с декабря 1921 года, в который включили Варнутку. По другим источникам — район был образован постановлением Крымского ЦИК и СНК 4 апреля 1922 года (во втором случае, дата почти совпадает с перенесением райцентра в Байдары — на сайте Севастопольского горсовета это 6 мая того же года). В 1922 году уезды получили название округов. 11 октября 1923 года, согласно постановлению ВЦИК, в административное деление Крымской АССР были внесены изменения, в результате которых был ликвидирован Байдарский и создан Севастопольский район и село включили в его состав. 10 сентября 1925 года, решением собрания граждан сельсовета, был разукрупнён Байдарский сельсовет и создан Варнутский, население села на 1925 год составило 409 человек. Согласно Списку населённых пунктов Крымской АССР по Всесоюзной переписи 17 декабря 1926 года, в селе Варнутка, центре Варнутского сельсовета Севастопольского района, числилось 102 двора, из них 91 крестьянский, население составляло 426 человек, из них 301 крымский татарин, 73 украинца, 38 греков, 13 русских, действовала русско-татарская школа I ступени (пятилетка). На основании постановления Крымского ЦИКа от 15 сентября 1930 года был вновь создан Балаклавский район и Варнутку включили в его состав. По данным всесоюзной переписи населения 1939 года в селе проживало 409 человек.
В 1944 году, после освобождения Крыма от фашистов, согласно Постановлению ГКО № 5859 от 11 мая 1944 года, 18 мая крымские татары были депортированы в Среднюю Азию. На май того года в селе учтено 255 жителей (65 семей), из них 213 крымских татар и 42 русских, было принято на учёт 46 домов спецпереселенцев. По другим данным из Варнутки выселено 50 семей. 12 августа 1944 года было принято постановление № ГОКО-6372с «О переселении колхозников в районы Крыма», по которому из Воронежской области РСФСР в Балаклавский район переселялись 6000 колхозников и в сентябре 1944 года в район уже прибыли 8470 человек (с 1950 года в район стали приезжать колхозники Сумской области УССР), конкретно в село — 50 семей. Указом Президиума Верховного Совета РСФСР от 21 августа 1945 года «Варнаутка» была переименована в Гончарное и «Варнаутский» сельсовет — в Гончарновский. С 25 июня 1946 года в составе Крымской области РСФСР, 26 апреля 1954 года Севастополь, в составе Крымской области, был передан из состава РСФСР в состав УССР. По состоянию на 1 января 1953 года в селе было 54 хозяйства колхозников (181 человек) и 13 хозяйств рабочих и служащих (42 человек). В 1954 году в Гончарном числилось 85 хозяйств и 367 жителей. 24 апреля 1957 года был упразднён Балаклавский район и сельсовет передан в состав Куйбышевского района Крымской области. Время упразднения сельсовета пока не установлено: на 15 июня 1960 года село уже числилось в составе Орлиновского. Указом Президиума Верховного Совета УССР «Об укрупнении сельских районов Крымской области», от 30 декабря 1962 года Куйбышевский район упразднили и село передали в Бахчисарайский район. 1 января 1965 года, указом Президиума ВС УССР «О внесении изменений в административное районирование УССР — по Крымской области», Гончарное вновь передано из Бахчисарайского района в подчинение Балаклавскому. По данным переписи 1989 года в селе проживало 716 человек. С 21 марта 2014 года в составе Севастополя аннексировано Россией.